# میور بیچ (کالیفرنیا)
میور بیچ (به انگلیسی: Muir Beach) یک منطقهٔ مسکونی در ایالات متحده آمریکا است که در شهرستان مارین، کالیفرنیا واقع شده‌است. میور بیچ ۱٫۲۷۶ کیلومتر مربع مساحت و ۳۱۰ نفر جمعیت دارد و ۹۵ متر بالاتر از سطح دریا واقع شده‌است.